# Duque de Windsor
El título de gran dignidad de duque de Windsor fue creado como título nobiliario del Reino Unido en 1937 por el rey Jorge VI para su hermano mayor, el príncipe Eduardo, anterior rey del Reino Unido de Gran Bretaña e Irlanda del Norte y de sus Dominios de Ultramar, rey de Irlanda y emperador de la India.

## Creación del título
Eduardo abdicó el 11 de diciembre de 1936 para poder casarse con la norteamericana divorciada Wallis Simpson, que se convertiría en duquesa de Windsor por matrimonio. Al abdicar renunció a todos sus títulos, tomando el nombre de señor Windsor, aunque se daba por sentado que su hermano le otorgaría algún título nobiliario, un ducado probablemente. Llegado el momento hubo una amplia controversia en cuanto a cómo deberían referirse al exrey; otras posibilidades fueron los ducados de Cambridge o Connaught, aunque ninguno era muy factible dado que el marquesado de Cambridge y el ducado de Connaught existían en ese momento. Existe la teoría de que fue idea del primer ministro Stanley Baldwin el concederle el título de duque de Windsor; también se dice que fue el nuevo rey Jorge VI quien concibió la idea de concederle un título justo después de que la abdicación fuera firmada, y quien sugirió usar el nombre familiar, según se narra en las memorias del duque A King's Story (Historia de un rey).
Durante la ceremonia de coronación, el rey Jorge VI anunció, en la alocución que normalmente pronuncia el monarca justo antes de prestar el juramento relativo a la seguridad de la Iglesia de Escocia, que crearía el título de duque de Windsor para su hermano, y que era su deseo que fuera conocido como su alteza real el duque de Windsor. Está declaración se recoge en la London Gazette. No obstante, pasaron bastantes meses antes de que la patente real garantizara formalmente que el título había sido establecido.
A la muerte del duque en 1972, y al no tener descendientes, el título quedó extinto. Generalmente se considera que, debido a los motivos de su creación, es poco probable que la denominación del título se vuelva a utilizar en el futuro.

## Armas
Como las armas reales van de mano con la corona, estas pasaron a Jorge VI, y el nuevo duque de Windsor hubo de enfrentarse a la inusual tesitura de que el hijo mayor tuviera que diferenciar sus armas, lo que fue realizado con un lambel en plata de tres puntas, sosteniendo en el centro una corona real de oro.

## Casa de Windsor
El ducado toma su nombre de Windsor, población en la que se encuentra situado el famoso Castillo de Windsor, residencia de los monarcas ingleses desde aproximadamente mil años, por lo que su nombre evocaba estabilidad, tradición y la verdadera esencia del ser británico; Windsor fue también el apellido de la familia real por idénticas razones; su padre, el rey Jorge V, había cambiado el nombre familiar de Sajonia-Coburgo y Gotha por el de Windsor en 1917, debido al origen alemán del anterior, coincidiendo con la guerra con Alemania.